# 黃明昊
黃明昊（英語：Justin Huang，2002年2月19日—），出生於浙江溫州，中國大陸男歌手、演員。2017年參加韓國選秀節目《PRODUCE 101 第二季》，並於2018年在《偶像練習生》成為限定男團NINE PERCENT成員出道，同年6月21日，與同公司練習生組成NEXT，在兩團中皆擔當Rap、領舞。

## 早年生活
Justin出生於浙江省溫州市瑞安市，由於父母常年在國外工作，就經常被拜託給在杭州的親戚照顧，因此他的學業皆於杭州完成。
小學就讀杭州市大關苑第一小學，Justin從小學一年級開始就跟著爺爺一起游泳直至初二，曾在浙江省游泳比賽拿過獎。經常於小學元旦、六一的文藝匯演中亮相演出，他不僅是學校健美操隊的主力隊員，也是班上的體育委員和校籃球隊隊員，球隊曾於中小學籃球聯賽獲得區冠軍，之後在杭州市錦繡中學就讀初一。2015年晚期，他逛商場時被星探相中，隔日在該商場的廁所門口進行唱跳表演，測試通過後於初二時轉學出國成為樂華娛樂的練習生。

## 出道實錄

### 《PRODUCE 101 第二季》時期
2017年3月9日，Justin以練習生身分首度公開亮相於Mnet音樂榜單节目《M！Countdown》。4月7日，韓國Mnet男團選拔實境節目《PRODUCE 101 第二季》開播。
首次等級評價中，Justin與樂華娛樂其餘四位練習生表演GOT7的《Just Right》，獲得C級評分。由於語言障礙，第二次等級評價時被評為D級。組合對抗評價中，表演《姊姊 妳太美了(Replay)》並擔任中心和副Vocal，其可愛且出色的表現吸引了很多關注，獲得隊內個人投票數第2名。在第一次排名儀式上，獲得261,653票，位列第31名。位置評價中，選擇了Dance類的《Shape of You》，且造型有了轉變，風格由可愛轉為成熟性感，展現與以往不同的魅力，其表現令人耳目一新。
主題評價分組時，Justin原被分配至《Oh Little Girl》組，在第二次排名儀式上，以第43名的成績遭淘汰，未能晉級。
- 個人直拍

| 環節         | 曲目                      | 合作演出者                             | 原唱者     | 備註                                    |
| 首次等級評價 | 《Just Right》            | 安炯燮、李義雄、朱正廷、崔世溫         | GOT7       | 等級A                                   |
| 組合對抗     | 《姊姊 妳太美了(Replay)》 | 李建熙、崔珉起、李光賢、呂煥雄、朱正廷 | SHINee     | C位（Center、中心）、副Vocal、隊內第2名 |
| 位置評價     | 《Shape of You》          | 金泰東、金東漢、李俊玗、盧太鉉、朴聖雨 | Ed Sheeran | Dance類                                 |

- 得票排名（含現場、網絡、福利加權）

| 成績（粗體為綜合投票排名）                            |                |                       |        |        |        |         |        |         |         |        |        |        |        |          |
| 曲目                                                  | 《Just Right》 | 《PICK ME（나야나）》 | 集數   | 第一集 | 第二集 | 第三集  | 第四集 | 第五集  | 第六集  | 第七集 | 第八集 | 第九集 | 第十集 | 第十一集 |
| 等級評價                                              | C→D            | C→D                   | 得票數 | 無公布 | 無公布 | 261,653 | 無公布 | 無公布  | 458,650 | 淘汰   | 淘汰   | 淘汰   |        |          |
| 等級評價                                              | C→D            | C→D                   | 排名   | 18     | 21(↓3) | 26(↓5)  | 31(↓5) | 48(↓17) | 43(↑5)  |        |        |        |        |          |
| *紅色箭頭為等級或排名上升，藍色箭頭為等級或排名下降。 |                |                       |        |        |        |         |        |         |         |        |        |        |        |          |

### 《偶像練習生》時期
回中國大陸後，Justin於2017年12月參加愛奇藝偶像男團競演養成類真人秀《偶像練習生》，在比賽初期已累積大量人氣。
首次等級評定表演中，Justin與樂華娛樂其餘六位練習生表演同公司前輩UNIQ的《EOEO》，其出色的Rap實力和舞臺表現力獲得A級評分。在第二次等級評價時，雖然舞蹈實力強，但歌唱表現未能達標，導致原被評為A級而降至B級。小組對決中，表演《Can't stop》並擔任Rap，獲得隊內個人投票數第2名。在第一次排名儀式上，獲得6,608,579票，位列第4名。位置評價中，選擇了Rap類的《巴比龍》，並擔任中心，亮眼的說唱表現令其獲得285票，成為隊內第1名，Rap類總成績第3名。在第二次排名儀式上，獲得20,287,719票，位列第2名。主題考核中，進入《Dream》組，現場表演獲得隊內個人投票數第1名，全場第2名。在第三次排名儀式上，獲得6,085,851票，位列第4名。師生合作舞台中，選擇了《24K》。
出道評價中，Justin選擇《It's OK》Rap的位置，並於2018年4月6日的總決賽中，以14,574,594票獲得最終排名第4名，成為限定九人男團NINE PERCENT成員正式出道。
- 個人直拍

| 環節         | 曲目           | 合作演出者                                                          | 原唱者                                                                      | 備註                                                    |
| 首次等級評定 | 《EOEO》       | 朱正廷、李權哲、丁澤仁、范丞丞、畢雯珺、黃新淳                      | UNIQ                                                                        | 等級A                                                   |
| 小組對決     | 《Can't stop》 | 呂晨瑜、尤長靖、范丞丞、鄭藝彬、鄧烺怡、林超澤                      | CNBLUE                                                                      | Rap、隊內第2名                                          |
| 位置測評     | 《巴比龍》     | 蔡徐坤、卜凡、王子異                                                | 王嘉爾                                                                      | Rap類、C位（Center、中心）、隊內第1名、Rap類總成績第3名 |
| 主題考核     | 《Dream》      | 朱星傑、朱正廷、周彥辰、范丞丞、丁澤仁、錢正昊                      | 朱星傑、朱正廷、周彥辰、范丞丞、丁澤仁、Justin、錢正昊                      | 隊內第1名、全場第2名                                    |
| 師生合作舞台 | 《24K》        | 丁澤仁、何東東、羅正、秦奮、周彥辰、朱星傑                          | Bruno Mars                                                                  |                                                         |
| 出道評價     | 《It's OK》    | 尤長靖、靈超、畢雯珺、李希侃、Jeffery、林超澤、林彥俊、鄭藝彬、小鬼 | 尤長靖、靈超、畢雯珺、李希侃、Jeffery、林超澤、林彥俊、鄭藝彬、小鬼、Justin | Rap                                                     |

- 得票排名（含現場、網絡、福利加權）

| 成績（粗體為綜合投票排名）                                                      |          |           |        |        |        |           |        |        |            |        |           |        |            |          |          |
| 曲目                                                                            | 《EOEO》 | 《Ei Ei》 | 期數   | 第一期 | 第二期 | 第三期    | 第四期 | 第五期 | 第六期     | 第七期 | 第八期    | 第九期 | 第十期     | 第十一期 | 第十二期 |
| 等級評定                                                                        | A→B      | A→B       | 得票數 | 無公布 | 無公布 | 6,608,579 | 無公布 | 無公布 | 20,287,719 | 無公布 | 6,085,851 | 無公布 | 14,574,594 |          |          |
| 等級評定                                                                        | A→B      | A→B       | 排名   | 4      | 4(→)   | 4(→)      | 4(→)   | 2(↑2)  | 2(→)       | 4(↓2)  | 4(→)      |        |            |          |          |
| *紅色箭頭為等級或排名上升，藍色箭頭為等級或排名下降，綠色箭頭為等級或排名持平。 |          |           |        |        |        |           |        |        |            |        |           |        |            |          |          |

## 演藝生涯

### 2018年
4月6日，Justin以为期一年半的限定九人男团NINE PERCENT成员名义和愛豆世紀旗下藝人的身分正式出道。5月31日，与NINE PERCENT其他成員在湖南衛視嘉賓訪談遊戲秀節目《快乐大本营》首次集體亮相。6月21日，與同公司練習生組成七人男團樂華七子NEXT，並發行首張團體專輯《THE FIRST》。7月27日起，担任芒果TV实景科幻实验节目《勇敢的世界》常驻嘉宾。9月22日起，担任爱奇艺餐廳經營真人秀《奇妙的食光》常驻嘉宾。10月29日，微博粉絲突破1000萬。11月4日起，担任优酷餐廳經營真人秀《完美的餐厅》常驻嘉宾。11月5日，發行首支個人作詞作曲原創單曲《Hard Road》；29日，凭借該曲获得2018《亚洲音乐盛典》最佳唱作新人奖。11月9日，隨NINE PERCENT發行首张團體專輯《TO THE NINES》。11月10日，在汪涵和歐弟的見證下與楊迪進行拜師儀式，正式成為該徒弟。12月7日，隨乐华七子NEXT發行第二張團體專輯《NEXT TO YOU》，並收錄第二首個人作詞作曲原創歌曲《After Leaving》。

### 2019年
1月12日，Justin獲得《2018新浪浙江微博盛典》浙江年度最具影响力艺人獎。1月29日，参加《2019湖南卫视春节联欢晚会》，演唱Rap填詞原創單曲《祝你新年快乐》。2月20日，發行與ICE楊長青、袁婭維合作原創單曲《NO WHY》。3月16日，被評選為2018《TCCAsia》亞太區最帥100張面孔第55位。3月30日起，担任芒果TV实景解密体验真人秀《密室大逃脱》常驻嘉宾。4月23日，發行第三首個人作詞作曲原創單曲《Liar》；5月11日，該曲成為《音樂先鋒榜三十一載榮耀盛典》最受歡迎二十大金曲，獲得2018年度先鋒唱作新人獎。5月15日，發行與日本歌手KOHH合作原創單曲《MARIA》。7月12日起，担任腾讯視頻青春竞技真人秀《篮板青春》常驻嘉宾。7月13日，發行個人原創單曲《溫州Freestyle》。同年，創立個人潮流品牌TWOEX2，並於隔年正式發售。8月23日，發行個人原創單曲《Pick Up The Phone》；同日起，担任北京卫视職業文化體驗節目《遇见天坛》常驻嘉宾。9月26日，隨NINE PERCENT發行最後一張團體專輯《限定的記憶》，並收錄個人原創歌曲《掙脫》。10月12日，隨NINE PERCENT於廣州進行告別演唱會，並正式從該組合畢業。10月19日，和朱正廷一起參加《2019浙江衛視秋季盛典》抖音美好奇妙夜，雙人舞演唱Rap改編單曲《生僻字》。11月8日，以NEXT成員名義正式出道，並發行團體出道專輯《NEXT BEGINS》。11月26日，發行個人原創單曲《請撥打我的電話please》。12月7日，獲得《費加羅風尚盛典》年度潮流偶像獎。12月20日起，担任明星與素人合夥實戰經營節目《我想開個店》常驻嘉宾，於江苏卫视和优酷共同開播。

### 2020年
1月4日起，Justin担任北京衛視長城文化體驗節目《了不起的長城》常驻嘉宾。2月29日，發行與滿舒克合作原創單曲《眠冬》。3月7日起，担任騰訊視頻真人角色扮演遊戲節目《我加》常驻嘉宾。5月23日起，擔任優酷獨居生活觀察類真人秀《看我的生活》常駐嘉賓。6月30日起，担任芒果TV实景解密体验真人秀《密室大逃脱第二季》常驻嘉宾。7月4日，微博粉絲突破2000萬。7月4日起，擔任爱奇艺明星衝浪經營體驗真人秀《夏日冲浪店》常駐嘉賓。7月31日起，擔任湖南衛視全明星競技類實景遊戲秀《元氣滿滿的哥哥》常駐嘉賓。8月3日，發行首張個人專輯《18》，《PSYCHO》為主打歌。10月3日起，擔任湖南衛視嘉賓訪談遊戲秀《快樂大本營》常駐嘉賓主持。10月24日，舉行個人線上新歌首唱會《2020just18teen》。11月22日起，擔任優酷陣營對抗競演音樂秀《宇宙打歌中心》常駐嘉賓主持。12月10日，獲得《MAHB時尚先生盛典》年度綜藝人物獎。

### 2021年
3月6日，Justin參加《宇宙音樂之夜》，獲得宇宙十佳舞臺獎和宇宙全能歌手獎。3月25日，獲得《費加羅風尚盛典》年度風尚星光魅力獎。4月4日起，擔任東方衛視互動勵志體驗節目《極限挑戰第七季》常駐嘉賓。5月6日起，擔任芒果TV實景解密體驗真人秀《密室大逃脫第三季》常駐嘉賓。7月4日起，擔任東方衛視新概念式户外節目《極限挑戰寶藏行第二季》常駐嘉賓。7月11日起，擔任優酷潮流穿搭競技真人秀《這！就是潮流》常駐嘉賓。7月16日，發行第四首個人作詞作曲原創單曲《U》。12月24日，愛情電影《愛情神話》上映，飾演白鴿。

### 2022年
1月14日起，Justin擔任愛奇藝趣味競技真人秀《超有趣滑雪大會》常駐嘉賓。6月11日起，擔任騰訊視頻電競實訓真人秀《戰至巔峰》常駐嘉賓。6月26日起，擔任東方衛視互動勵志體驗節目《極限挑戰第八季》常駐嘉賓。7月14日起，擔任芒果TV實景解密體驗真人秀《密室大逃脫第四季》常駐嘉賓。7月23日起，擔任城市探玩真人秀《全力以赴的行動派》常駐嘉賓，於抖音和湖北衛視共同開播。8月24日，發行第二張個人專輯《VR》，《Wonderland》為主打歌。11月5日起，擔任湖南衛視真人秀《你好，星期六》常駐嘉賓。11月9日，入選《電影頻道2022「星辰大海」青年演員優選計劃》，參加「星辰大海·三天三夜」創作采風體驗活動，並獲評優秀學員。

### 2023年
1月7日，Justin首次舉行個人線下演唱會《賈想世界》；同日起，擔任東方衛視新概念式户外節目《極限挑戰寶藏行第三季》常駐嘉賓。4月16日起，擔任東方衛視互動勵志體驗節目《極限挑戰第九季》常駐嘉賓。5月31日起，擔任芒果TV實景解密體驗真人秀《密室大逃脫第五季》常駐嘉賓。6月30日起，擔任城市探玩真人秀《全力以赴的行動派第二季》常駐嘉賓，於抖音和湖北衛視共同開播。7月8日起，擔任電競實訓真人秀《戰至巔峰第二季》常駐嘉賓，於騰訊視頻和咪咕視頻共同開播。7月9日，獲得《騰訊音樂娛樂盛典》QQ音樂年度人氣歌手獎。12月27日，發行首張個人EP《一人之眾》。

### 2024年
4月21日起，擔任東方衛視互動勵志體驗節目《極限挑戰第十季》常駐嘉賓。6月21日，主演的青春電影《沙漏》上映，飾演路理。6月20日起，擔任愛奇藝運動社交真人秀《我在橫店打籃球》常駐嘉賓。7月3日，犯罪嫌疑電影《默殺》上映，飾演吳望。7月4日起，擔任抖音城市探玩真人秀《全力以赴的行動派第三季》常駐嘉賓。8月23日，主演的喜劇劇情電影《假如，我是這世上最愛你的人》上映，飾演福滿多。

## 影視作品

### 電影
| 年份 | 名稱                           | 角色   | 性質     | 備註       | 參考資料 |
| 2021 | 《愛情神話》                   | 白鴿   | 特別出演 | 愛情類     | [ 63 ]   |
| 2024 | 《沙漏》                       | 路理   | 主演     | 青春類     | [ 81 ]   |
| 2024 | 《默殺》                       | 吳望   | 特邀出演 | 犯罪嫌疑類 | [ 83 ]   |
| 2024 | 《假如，我是這世上最愛你的人》 | 福滿多 | 主演     | 喜劇劇情類 | [ 85 ]   |
| 2025 | 《我的媽耶》                   | 張十一 | 領銜主演 | 家庭喜劇類 |          |

### 電視劇
| 年份 | 名稱     | 播出平臺 | 角色   | 性質 | 備註       | 參考資料 |
| 待播 | 《四喜》 | 騰訊視頻 | 沈明輝 | 主演 | 都市情感類 | [ 86 ]   |

### 固定綜藝節目
| 年份 | 日期                                      | 名稱                       | 播出平臺           | 集數 | 備註                     |
| 2017 | 4月7日－5月26日                           | 《PRODUCE 101 第二季》     | Mnet               | 8    | 男團選拔實境類           |
| 2018 | 1月19日－4月6日                           | 《偶像練習生》             | 愛奇藝             | 12   | 偶像男團競演養成類真人秀 |
| 2018 | 7月27日－10月19日                         | 《勇敢的世界》             | 芒果TV             | 12   | 實景科幻實驗類           |
| 2018 | 9月22日－12月8日                          | 《奇妙的食光》             | 愛奇藝             | 12   | 餐廳經營真人秀           |
| 2018 | 11月4日－1月20日                          | 《完美的餐廳》             | 優酷               | 13   | 餐廳經營真人秀           |
| 2019 | 3月30日－6月22日                          | 《密室大逃脫》             | 芒果TV             | 14   | 實景解密體驗真人秀       |
| 2019 | 6月24日－9月1日                           | 《神奇的漢字》             | 湖南衛視           | 8    | 漢字文化競技類           |
| 2019 | 7月12日－8月28日                          | 《籃板青春》               | 騰訊視頻           | 8    | 青春競技真人秀           |
| 2019 | 8月30日－11月1日                          | 《遇見天壇》               | 北京衛視           | 9    | 職業文化體驗類           |
| 2019 | 12月20日－1月31日、2021年2月20日－3月13日 | 《我想開個店》             | 江蘇衛視、優酷     | 10   | 明星與素人合夥實戰經營類 |
| 2020 | 1月4日－4月25日                           | 《了不起的長城》           | 北京衛視           | 13   | 長城文化體驗類           |
| 2020 | 3月7日－14日                              | 《我加》                   | 騰訊視頻           | 8    | 真人角色扮演遊戲類       |
| 2020 | 5月23日－7月25日                          | 《看我的生活》             | 優酷               | 10   | 獨居生活觀察類真人秀     |
| 2020 | 6月30日－9月23日                          | 《密室大逃脫第二季》       | 芒果TV             | 13   | 實景解密體驗真人秀       |
| 2020 | 7月4日－9月5日                            | 《夏日冲浪店》             | 愛奇藝             | 10   | 明星衝浪經營體驗真人秀   |
| 2020 | 7月31日－9月30日                          | 《元氣滿滿的哥哥》         | 湖南衛視           | 10   | 全明星競技類實景遊戲秀   |
| 2020 | 10月3日－2月13日                          | 《快樂大本營》             | 湖南衛視           | 15   | 嘉賓訪談遊戲秀           |
| 2020 | 11月22日－1月24日                         | 《宇宙打歌中心》           | 優酷               | 10   | 陣營對抗競演音樂秀       |
| 2021 | 4月4日－6月20日                           | 《極限挑戰第七季》         | 東方衛視           | 12   | 互動勵志體驗類           |
| 2021 | 5月6日－8月5日                            | 《密室大逃脫第三季》       | 芒果TV             | 13   | 實景解密體驗真人秀       |
| 2021 | 7月4日－9月12日                           | 《極限挑戰寶藏行第二季》   | 東方衛視           | 7    | 新概念式戶外類           |
| 2021 | 7月11日－9月12日                          | 《這！就是潮流》           | 優酷               | 10   | 潮流穿搭競技真人秀       |
| 2022 | 1月14日－3月18日                          | 《超有趣滑雪大會》         | 愛奇藝、江蘇衛視   | 10   | 趣味競技真人秀           |
| 2022 | 6月11日－7月30日                          | 《戰至巔峰》               | 騰訊視頻           | 8    | 電競實訓真人秀           |
| 2022 | 6月26日－9月18日                          | 《極限挑戰第八季》         | 東方衛視           | 12   | 互動勵志體驗類           |
| 2022 | 7月14日－10月13日                         | 《密室大逃脫第四季》       | 芒果TV             | 13   | 實景解密體驗真人秀       |
| 2022 | 7月23日－9月24日                          | 《全力以赴的行動派》       | 抖音、湖北衛視     | 10   | 城市探玩真人秀           |
| 2022 | 11月5日－2月25日                          | 《你好，星期六》           | 湖南衛視           | 13   | 嘉賓訪談真人秀           |
| 2023 | 1月7日－1月14日                           | 《極限挑戰寶藏行第三季》   | 東方衛視           | 2    | 新概念式戶外類           |
| 2023 | 3月9日-4月13日                            | 《奇妙之城第二季》         | 優酷               | 6    | 城市紀實探索節目         |
| 2023 | 4月16日－7月9日                           | 《極限挑戰第九季》         | 東方衛視           | 12   | 互動勵志體驗類           |
| 2023 | 5月31日－9月6日                           | 《密室大逃脫第五季》       | 芒果TV             | 13   | 實景解密體驗真人秀       |
| 2023 | 6月30日－9月1日                           | 《全力以赴的行動派第二季》 | 抖音、湖北衛視     | 10   | 城市探玩真人秀           |
| 2023 | 7月8日－9月8日                            | 《戰至巔峰第二季》         | 騰訊視頻、咪咕視頻 | 10   | 電競實訓真人秀           |
| 2024 | 4月21日－7月14日                          | 《極限挑戰第十季》         | 東方衛視           | 12   | 互動勵志體驗類           |
| 2024 | 6月20日－8月22日                          | 《我在橫店打籃球》         | 愛奇藝             | 11   | 運動社交真人秀           |
| 2024 | 7月4日－8月15日                           | 《全力以赴的行動派第三季》 | 抖音               | 7    | 城市探玩真人秀           |
| 2024 | 10月16日－11月13日                        | 《年輕的戰場》             | 騰訊視頻           | 5    | 職場類真人秀             |
| 2025 | 5月29日                                   | 《風馳賽車手》             | 優酷               |      | 賽車競技生存真人秀       |

## 音樂作品

### 錄音室專輯
| 專輯名稱 | 專輯類型 | 發行日期      | 唱片公司 | 曲目 |
| 18       | 原創專輯 | 2020年8月3日  | 樂華娛樂 | 曲目 1. Angel Love 2. PSYCHO 3. 熬鷹戰隊 4. Blue 5. 當一切變成空白（feat. 蕭敬騰） 6. 我是说如果 7. Lose Your Mind 8. 一反常態（feat. ICE杨长青） 9. FM520 10. 幻想者 |
| VR       | 原創專輯 | 2022年8月24日 | 樂華娛樂 | 曲目 1. Wonderland 2. 危險派對 3. 意亂情迷 4. 夢境環遊（feat. 阿達娃） 5. Shawty（feat. Capper張硯拙） 6. 別再罵我了 7. 有花期的戀愛 8. PRAY 9. HAKUNA MATATA         |

### EP
| 專輯名稱 | 發行日期       | 唱片公司 | 曲目                                       |
| 一人之眾 | 2023年12月27日 | 樂華娛樂 | 曲目 1. 一人之眾 2. Marionette 3. 墜入深藍 |

### 單曲
| 年份 | 日期     | 名稱                     | 參與填詞                               | 參與作曲 | 備註                                   |
| 2018 | 9月21日  | 《Run Away》             |                                        |          | 綜藝《奇妙的食光》主题曲               |
| 2018 | 11月5日  | 《Hard Road》            |                                        |          | 首支個人單曲                           |
| 2018 | 12月7日  | 《After Leaving》        | 收錄于樂華七子NEXT《NEXT TO YOU》專輯  |          |                                        |
| 2019 | 1月29日  | 《祝你新年快樂》         |                                        |          | 綜藝2019《湖南卫视春节联欢晚会》賀歲曲 |
| 2019 | 2月20日  | 《No Why》               |                                        |          | 與ICE楊長青、袁娅維合作單曲            |
| 2019 | 4月23日  | 《Liar》                 |                                        |          |                                        |
| 2019 | 5月15日  | 《MARIA》                |                                        |          | 与日本歌手KOHH合作單曲                 |
| 2019 | 6月6日   | 《神奇的漢字》           |                                        |          | 綜藝《神奇的汉字》同名主题曲           |
| 2019 | 6月18日  | 《½ SWEET》              | Stride炫邁甜酷系列品牌主题曲第一波單曲 |          |                                        |
| 2019 | 7月13日  | 《溫州Freestyle》        |                                        |          |                                        |
| 2019 | 7月22日  | 《Don't Wait Any More》  | 电影《舞出我人生之舞所不能》主题曲     |          |                                        |
| 2019 | 7月24日  | 《½ COOL》               |                                        |          | Stride炫邁甜酷系列品牌主题曲第二波單曲 |
| 2019 | 8月23日  | 《Pick Up The Phone》    |                                        |          |                                        |
| 2019 | 9月26日  | 《掙脫》                 | 收錄於NINE PERCENT《限定的記憶》專輯   |          |                                        |
| 2019 | 9月27日  | 《遇見天壇》             |                                        |          | 综艺《遇见天坛》同名主题曲             |
| 2019 | 11月26日 | 《請撥打我的電話please》 |                                        |          |                                        |
| 2020 | 2月29日  | 《眠冬》                 | 與满舒克合作單曲                       |          |                                        |
| 2020 | 7月1日   | 《Freedom》              |                                        |          | 綜藝《夏日衝浪店》主題曲               |
| 2020 | 7月22日  | 《Young Life》           |                                        |          | 綜藝《看我的生活》主題曲               |
| 2020 | 7月29日  | 《密室大逃脫》           |                                        |          | 綜藝《密室大逃脫》同名主題曲           |
| 2021 | 4月8日   | 《理想》                 | 電視劇《理想照耀中國》主題曲           |          |                                        |
| 2021 | 5月2日   | 《青春派這一代》         | 新華社客戶端青春版主題曲               |          |                                        |
| 2021 | 5月14日  | 《夢終歸》               | 手遊《夢幻新誅仙》主題曲               |          |                                        |
| 2021 | 6月14日  | 《熱血節拍》             | 「世界獻血者日」公益主題曲             |          |                                        |
| 2021 | 7月16日  | 《U》                    |                                        |          |                                        |
| 2022 | 1月11日  | 《星之远征》             |                                        |          | 資料片《星之远征》同名主題曲           |
| 2022 | 4月29日  | 《奮鬥的光》             | 五一國際勞動節勵志曲                   |          |                                        |
| 2022 | 5月4日   | 《光合生長》             | 五四青年節主題曲                       |          |                                        |
| 2022 | 7月1日   | 《花開歲歲》             | 香港回歸25周年祝賀曲                   |          |                                        |
| 2023 | 9月28日  | 《你我同在》             | 杭州亞運會合作曲                       |          |                                        |
| 2023 | 11月6日  | 《熱血》                 |                                        |          |                                        |
| 2024 | 5月28日  | 《沙漏的愛》             | 電影《沙漏》推廣曲                     |          |                                        |

## 出版物

### 寫真書
| 名稱         | 發行日期      | 內容詳情 | 參考資料 |
| 初見         | 2019年5月20日 | 1. 寫真集（212頁） 2. 小卡（共6款，隨機2款） 3. 明信片（共8款，隨機4款） 4. 立牌（共2款，隨機1款） 5. 折疊海報（1張）         | [ 87 ]   |
| SEE,YOU 期遇 | 2023年7月18日 | 1. 寫真集 2. 折疊海報（共2款，隨機1款） 3. 明信片（共5款，隨機3款） 4. 相框（1個） 5. 小卡（2張） 6. 拍立得（共2款，隨機1款） | [ 88 ]   |

## 演唱會
| 年份                             | 日期     | 播出平臺                   | 地點               |
| 線上新歌首唱會《2020just18teen》 |          |                            |                    |
| 2020                             | 10月24日 | 騰訊視頻、極光TV           | 不適用             |
| 演唱會《賈想世界》               |          |                            |                    |
| 2023                             | 1月7日   | QQ音樂、酷狗音樂           | 蘇州體育中心體育館 |
| 2023                             | 2月18日  | QQ音樂、酷狗音樂、酷我音樂 | 廣州體育館1號館    |
| 2023                             | 10月22日 | 不適用                     | 湖南國際會展中心   |

## 社會活動
2021年7月21日，於2021年7月河南暴雨期間，Justin向韓紅愛心慈善基金會捐贈人民幣100萬元，支援河南抗洪救災。
2022年2月4日，Justin擔任2022年冬季奧運會的火炬手，在北京大運河森林公園傳遞火炬。4月21日，透過復星公益基金會捐贈防疫物資馳援上海，皆用於支持一線工作人員和志願者。

## 榮譽獎項

### 榮譽
| 年份 | 獲頒榮譽                               | 備註       | 參考資料      |
| 2019 | 2018《TCCAsia》亞太區最帥100張面孔     | 排名第55位 | [ 25 ] [ 26 ] |
| 2023 | 第十届丝绸之路国际电影节志愿者推广大使 |            | [ 92 ]        |

### 音樂獎項
| 年份 | 頒獎單位                       | 獎項                 | 作品名稱      | 結果 | 參考資料 |
| 2018 | 《亚洲音乐盛典》               | 最佳唱作新人         | 《Hard Road》 | 獲獎 | [ 18 ]   |
| 2019 | 《音乐先锋榜三十一载荣耀盛典》 | 最受欢迎二十大金曲   | 《Liar》      | 獲獎 | [ 29 ]   |
| 2019 | 《音乐先锋榜三十一载荣耀盛典》 | 2018年度先锋唱作新人 | 不適用        | 獲獎 | [ 29 ]   |
| 2021 | 《宇宙音樂之夜》               | 宇宙十佳舞臺         | 不適用        | 獲獎 | [ 56 ]   |
| 2021 | 《宇宙音樂之夜》               | 宇宙全能歌手         | 不適用        | 獲獎 | [ 56 ]   |

### 其他獎項
| 年份 | 頒獎單位                 | 獎項                   | 結果 | 參考資料 |
| 2019 | 《2018新浪浙江微博盛典》 | 浙江年度最具影响力艺人 | 獲獎 | [ 22 ]   |
| 2019 | 《費加羅風尚盛典》       | 年度潮流偶像           | 獲獎 | [ 41 ]   |
| 2020 | 《MAHB时尚先生盛典》     | 年度綜藝人物           | 獲獎 | [ 55 ]   |
| 2021 | 《費加羅風尚盛典》       | 年度風尚星光魅力       | 獲獎 | [ 57 ]   |
| 2023 | 《騰訊音樂娛樂盛典》     | QQ音樂年度人氣歌手     | 獲獎 | [ 78 ]   |

## 外部連結
- Justin的新浪微博
- Justin的Instagram帳戶
- 信昊接收中的新浪微博